# Cheiracanthium bantaengi
Cheiracanthium bantaengi là một loài nhện trong họ Miturgidae.
Loài này thuộc chi Cheiracanthium. Cheiracanthium bantaengi được Anna Maria Sibylla Merian miêu tả năm 1911.